# Vasil' Baranaŭ
Vasil' Vasil'evič Baranaŭ (in bielorusso Васіль Васільевіч Баранаў?; Homel', 5 ottobre 1972) è un ex calciatore bielorusso, di ruolo centrocampista.

## Palmarès

### Club

#### Competizioni nazionali
- Campionato russo: 4

Spartak Mosca: 1998, 1999, 2000, 2001
- Coppa di Russia: 1

Spartak Mosca: 2002-2003